# Socialistische Partij (Ierland)
De Socialistische Partij (Iers: Páirtí Sóisialach) is een politieke partij in Ierland. Het is een lid van het Comité voor een Arbeidersinternationale. De partij is opgericht in 1996.